# Тракия
Вижте пояснителната страница за други значения на Тракия.
Тракия (на гръцки: Θράκη, Траки, на турски: Trakya, Тракя, на латински: Thracia, Трация) е историко-географска област в Югоизточна Европа, която в днешно време обхваща Южна България, Североизточна Гърция и европейската част от Турция. Българската част на Тракия е известна като Северна Тракия, настоящата турска като Одринска или Източна Тракия, а настоящата гръцка като Беломорска или Западна Тракия. Жители на областта в древността са траките, от които тя носи името си, а днешните ѝ обитатели – българи, турци и гърци, по името на географския район в който живеят, понякога са наричани и тракийци.

## География

### Исторически граници
Древните гърци наричат „Тракия“ областта между Дунав на север и Егейско море на юг и между Черно и Мраморно море на изток и планините източно от Вардар на запад, т.е. всички земи, в които живеят траки. Според друг източник от гледна точка на класическа Гърция „Тракия“ включва територията на север от Тесалия, без точно определени граници, като понякога се включвали и Древна Македония и Малка Скития. По-късно под „Тракия“ започва да се разбира територията между Дунав, Черно море, Древна Македония и Илирия, горе-долу съвпадаща с територията на Одриското царство между V и I век пр.н.е.
С анексирането на Одриското царство от Римската империя по времето на император Клавдий през 46 г. Тракия е провъзгласена за римска провинция (официално provincia Thracia „Thracian province“, на старогръцки: ἐπαρχία Θρᾳκῶν „епархия (диоцез) на траките“).
По време на административните реформи на Диоклециан (управлявал 284 – 305), територията е разделена на шест по-малки провинции: Тракия, Хемимонтус, Родопа, Европа, Мизия II и малка Скития, принадлежащи към диоцез Тракия, който на свой ред е част от преторианска префектура Ориент.
Още по-късно, средновековната византийска тема Тракия обхващала само днешна Източна Тракия.

### Съвременни граници
Границата на Тракия започва от Черно море при нос Емине и върви на запад, по билото на Стара планина, до връх Остра. От върхът минава на юг, и по билото на Гълъбец а след това и през  Ихтиманска Средна гора, Шумнатица, стига до връх Мусала в Рила. От Мусала върви на изток до Равни чал, оттам отново тръгва на юг и върви по Родопското било разделящо Чепинската от Разложката котловина, върви по Доспатската планина и през връх Виденица стига българо-гръцката граница при Каинчал, която следва на изток до връх Циганско градище (на гръцки Гифтокастро, на турски Ченгене хисар). Оттам слиза на юг към Места (на гръцки Нестос), която следва до Егейско море или следва границата на Ном Ксанти с номите Драма и Кавала. От устието на Места границата на Тракия следва северното крайбрежие на Егейско море на изток, Дарданелите, Мраморно море, Босфора и Черно море до нос Емине.
Така към съвременна Тракия принадлежат:
- българските (56,6% от област Тракия) области Бургас, Сливен, Ямбол, Стара Загора, Хасково, Пловдив, Кърджали, Пазарджик и Смолян;
- гръцките (11.5%) номи Ксанти, Родопи и Еврос;
- турските (31.9%) вилаети Лозенград (Къркларели), Родосто (Текирдаг) и Одрин (Едирне), както и европейските части от вилаетите Истанбул и Чанаккале.

Към Тракия принадлежат и Егейските острови Самотраки (в превод от гръцки Тракийският Самос), който административно е част от днешния гръцки ном Еврос и Имброс (на турски Гьочкеада или Имроз, на новогръцки Имврос), част от турския вилает Чанаккале.
В България често под Тракия се разбира единствено Горнотракийската низина и така планините Родопи, Средна гора и Странджа се изключват от дефиницията на Тракия.

## Историята на Древна Тракия

### Антична история
Античната история на областта е свързана с траките, антихетската коалиция Асува, персийската сатрапия Скудра, Одриското царство, елинистическата епоха и римската провинция Тракия. Както по времето на елинизма, така и след това – като част от римската империя областта се развива и центърът на областта Филипопол, по-късно наречен Тримонциум, процъфтява. Построени са пътища, античен театър, античен стадион с капацитет 30 000 души, храмове, терми, административни и жилищни сгради.

### Модерна история и XX век
По Берлинския договор територията на Северна Тракия е превърната в автономна провинция на Османската империя, наречена Източна Румелия. Изкуственото име цели да се избяга от термините България и Тракия и да се свърже областта с гръцкото културно наследство. В 1885 г. Източна Румелия е анексирана от Княжество България и на следващата година Съединението е официално признато, като князът на България е назначен за главен управител на Източна Румелия.
По Лондонския мирен договор от 17 май 1913 г., сложил край на Балканската война, цяла Тракия източно от линията Мидия – Енос се предава на съюзниците България, Сърбия, Гърция и Черна гора. Но след Междусъюзническата война по Цариградския мирен договор от 16 септември 1913 г. Османската империя си възвръща цяла Източна Тракия с Одрин, а България запазва Западна Тракия между реките Марица и Места с градовете Дедеагач, Гюмюрджина и Ксанти. По Софийската българо-турска конвенция (1915) България присъединява още 2588 кв. км със 160 селища, включително гарата на Одрин – Караагач и двата бряга на Марица до устието ѝ.
След края на Първата световна война Ньойският договор от 1919 обявява Западна Тракия за мандатна територия на Антантата и е окупирана от френски войски, а през април 1920 г. Конференцията в Сан Ремо дава областта на Гърция.
По Севърския договор Гърция получава по-голямата част от Източна Тракия, която обаче губи след катастрофата ѝ в Гръцко-Турската война по Лозанския мирен договор от 24 юли 1923 г.
След разгрома на Югославия и Гърция от хитлеристка Германия от април 1941 г. Западна Тракия без областта по течението на Марица до октомври 1944 г. е под българско административно и военно управление. След края на Втората световна война, лозанските граници са потвърдени.
Днес тракиец е силна регионална идентичност и в България, и в Гърция.
В България 26 март – денят на превземането на Одрин по време на Балканската война през 1913 година от българските части – се чества като Ден на Тракия.
- Граници на късноримския диоцез Тракия, 400 г.
- Герб на Римска Тракия от „Стематография“ на Христофор Жефарович (1741)
- Герб на Османска Тракия от „Стематография“ на Христофор Жефарович
- Карта на Западна Тракия в границите на България между 1913 и 1919 г.